# Кузьмин, Василий Михайлович
Васи́лий Миха́йлович Кузьми́н (2 февраля 1924, Николаевка, Самарская губерния — 12 сентября 2014, Ялта) — советский офицер, участник Великой Отечественной войны, командир взвода 82-миллиметровых миномётов 429-го стрелкового полка 52-й стрелковой дивизии 3-го Украинского фронта, Герой Советского Союза (13.09.1944), лейтенант.
Почётный гражданин Ялты.

## Биография
Василий Кузьмин уроженец села Николаевка (ныне это Ивантеевский район Саратовской области). В августе 1942 года был призван в Красную Армию ВС Союза ССР. После окончания Саратовского военного пехотного училища Красной Армии, с января 1944 года, воевал на фронте Великой Отечественной войны. Принимал участие в освобождении от немецко-фашистской оккупации Украинской и Молдавской ССР, освобождении от нацистов Румынии, Болгарии, Югославии, Венгрии, громил неприятеля в Австрии. Как командир миномётного взвода 429-го стрелкового полка 52-й стрелковой дивизии 57-й армии РККА младший лейтенант Кузьмин отличился при форсировании реки Днестр.

Указом Президиума Верховного Совета СССР от 13 сентября 1944 года за образцовое выполнение боевых заданий Командования на фронте борьбы с немецкими захватчиками и проявленные при этом отвагу и геройство младшему лейтенанту Кузьмину Василию Михайловичу присвоено звание Героя Советского Союза с вручением ордена Ленина и медали «Золотая Звезда».

## Награды и звания
- Медаль «Золотая Звезда» Героя Советского Союза;
- орден Ленина (1944);
- орден Отечественной войны I степени (1985);
- Орден Отечественной войны II степени (1945).
- Медали, в том числе:
  - медаль «За победу над Германией в Великой Отечественной войне 1941—1945 гг.»;
  - юбилейная медаль «Двадцать лет Победы в Великой Отечественной войне 1941—1945 гг.»;
  - юбилейная медаль «Тридцать лет Победы в Великой Отечественной войне 1941—1945 гг.»;
  - юбилейная медаль «Сорок лет Победы в Великой Отечественной войне 1941—1945 гг.»;
  - медаль «За взятие Вены»;
  - медаль «За освобождение Белграда».
- Удостоен звания «Почётный гражданин города Ялта».

## Память
- Мемориальная доска в память о Кузьмине установлена Российским военно-историческим обществом на здании Николаевской семилетней школы, где он учился.